# Иван Унджиев
 Иван Николов Унджиев  е български историк и филолог. В продължение на години работи върху основния си труд, биография на Васил Левски, който до наши дни остава най-подробното изследване по тази тема.

## Биография
Роден е на 15 март 1902 г. в Тетевен. През 1926 г. завършва славянска филология в Софийския университет „Св. Климент Охридски“.
През периода 1950-1953 г. Иван Унджиев е заместник-директор на Народната библиотека. От 1953 г. до 1959 г. е старши научен сътрудник в Научния институт „Ботев — Левски“. От 1960 г. до 1971 г. работи в Института за история при Българска академия на науките. От 1960 г. е професор и завеждащ секция „Възраждане“ в същия институт на БАН.
Секретар е на Съюза на научните работници в България за периода 1966 – 1976 г.
Негова дъщеря е литературната историчка Цвета Унджиева (1930-2000).